# Soera De Nachtelijke Bezoeker
Soera De Nachtelijke Bezoeker is een soera van de Koran.
De soera is vernoemd naar de nachtelijke bezoeker in de eerste aya, waarbij gezworen wordt. In de soera is sprake van de scheppende God die ook de kracht heeft te herscheppen na de dood.

## Duiding
De Nachtelijke Bezoeker wordt ook vertaald met 'De Nachtster'. Aya 11 zou een verwijzing kunnen zijn naar de kringloop van de hemel.